# Epidauro

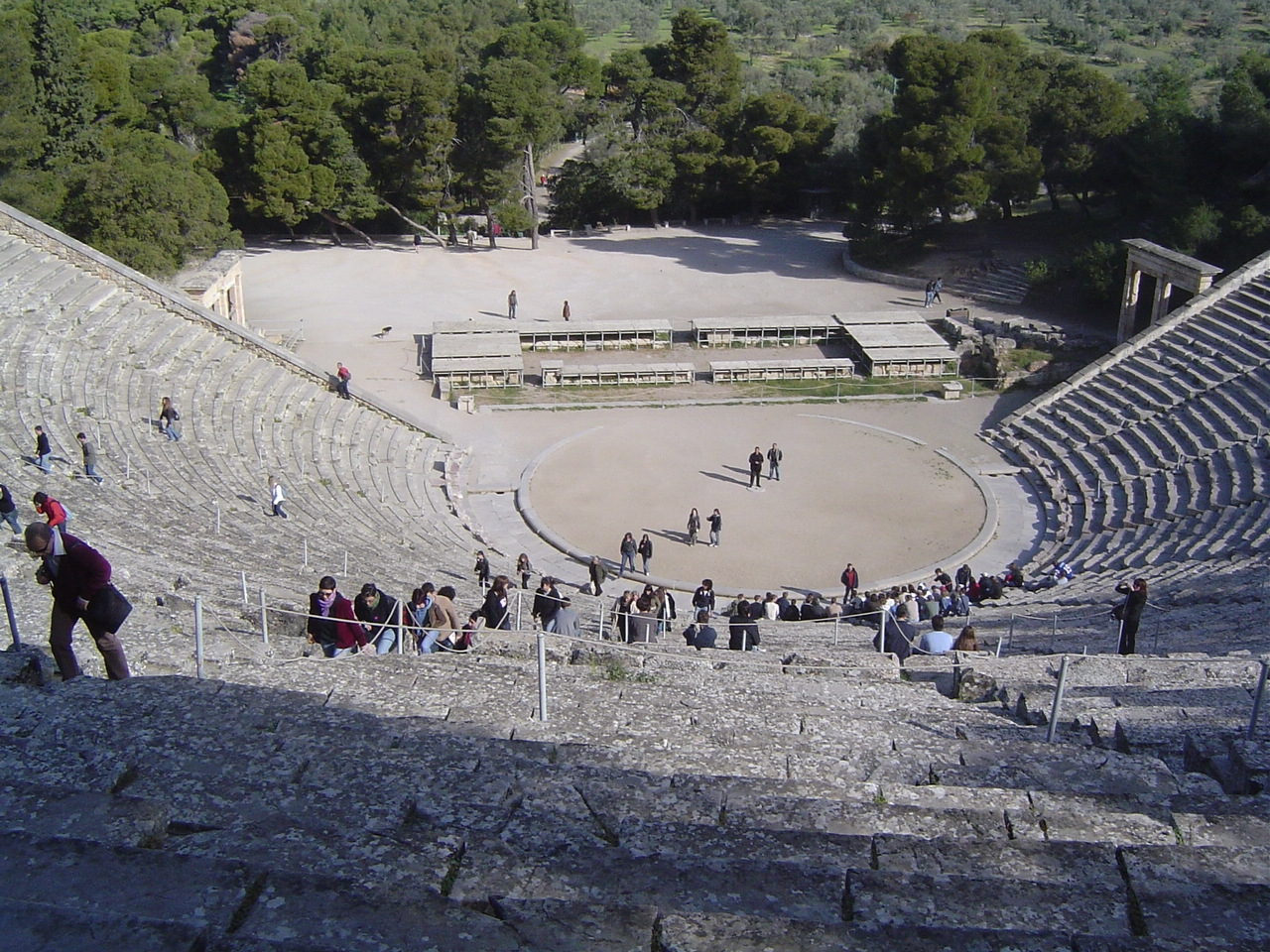
Il teatro di Epidauro

Epidauro (in greco antico: Ἐπίδαυρος?, Epìdauros, in greco Επίδαυρος?, Epìdavros) è un comune della Grecia nella periferia del Peloponneso (unità periferica dell'Argolide) conosciuta principalmente per il suo santuario dedicato ad Asclepio e per il suo teatro, ancora utilizzato al giorno d'oggi per accogliere rappresentazioni teatrali.

## Storia
Il nome della città riprende Epidauro, figlio di Argo figlio di Zeus e da parte di madre nipote di Foroneo, fu anche il luogo dove nacque Asclepio, figlio di Apollo.
Strabone ed Aristotele riferiscono che la città fu attraversata dai Cari, Ioni e infine dai Dori che vi si stabilirono e portarono il loro dialetto con loro. Poco è noto sulla storia di Epidauro, indicando che forse era una città di relativa importanza, ma comunque irrilevante di fronte alle vicine città di Argo, Corinto e Sicione.
Epidauro era riuscita a rendersi indipendente da Argo e non venne inclusa nell'Argolide fino al tempo dei Romani. Con il suo territorio, formò la piccola area chiamata Epidauria. Epidauro era nota per il suo santuario situato a circa 8 km dalla città, così come il suo teatro, che è ancora in uso oggi. Il culto di Asclepio ad Epidauro è attestato dal VI secolo a.C., quando il santuario più antico di Apollo Maleatas divenne non più abbastanza spazioso.
Asclepio, il più importante dio guaritore dell'antichità, portò prosperità al santuario, per cui nel IV e III secolo a.C. si intraprese un ambizioso programma di costruzione per l'ampliamento e la ricostruzione degli edifici monumentali. La fama e la prosperità continuarono per tutto il periodo ellenistico. Dopo la distruzione di Corinto nel 146 a.C. Lucio Mummio visitò il santuario e vi lasciò due dediche. Nell'87 a.C. il santuario fu saccheggiato dal generale romano Silla. Nel 74 a.C. una guarnigione romana sotto Marco Antonio Cretico era stata installata nella città causando una mancanza di grano. Tuttavia, prima del 67 a.C. il santuario fu saccheggiato dai pirati. Nel II secolo d.C. il santuario godette di una nuova ascesa sotto i Romani, ma nel 395 i Goti fecero irruzione.
Anche dopo l'introduzione del cristianesimo e il silenzio degli oracoli, il santuario di Epidauro era ancora conosciuto fino alla metà del V secolo, sebbene fosse diventato un centro di guarigione cristiano.
A seguito della riforma amministrativa detta Programma Callicrate in vigore dal gennaio 2011 che ha abolito le prefetture e accorpato numerosi comuni, la superficie del comune è ora di 340 km² e la popolazione è passata da 4.471 a 8.710 abitanti.
Gli scavi furono condotti tra il 1881 e il 1928 da Panagiotis Kavvadias, il quale riportò alla luce il santuario di Asclepio e altre costruzioni antiche.
È inserita dal 1988 nell'elenco dei patrimoni dell'umanità dell'UNESCO.

## Sito archeologico

### Santuario di Asclepio
Il santuario di Epidauro in età ellenistica divenne il centro per eccellenza dedicato al culto di Asclepio, divinità salutare del pantheon greco, che guariva i fedeli che si recavano in pellegrinaggio ad Epidauro durante le feste in suo onore, denominate Asclepiei.
L'asclepeion di Epidauro era il centro di guarigione più celebrato del mondo classico, il luogo in cui i malati andavano nella speranza di essere curati. Per scoprire la cura giusta per i loro malanni, trascorrevano una notte nell'enkoimeteria, una grande camera da letto. Nei loro sogni, il dio stesso avrebbe consigliato cosa avrebbero dovuto fare per riguadagnare la loro salute. All'interno del santuario c'era un edificio per i pellegrini con 160 camere. C'erano anche sorgenti minerali nelle vicinanze, che potevano essere state utilizzate per la guarigione.

#### L’abaton e il Tholos di Epidauro
Le guarigioni dei fedeli avvenivano in un edificio detto ἄβατον (àbaton, "impenetrabile"): prima di accedervi, infatti, il pellegrino doveva aver compiuto le lustrazioni di purificazione necessarie. L'abato si trova nel centro del santuario, nella spianata dove sorgono gli edifici di carattere più propriamente religioso (abaton, tempio, tholos).

#### Il katagogion
Ma non tutti i fedeli che giungevano ad Epidauro trascorrevano la notte nell'abaton: questo edificio aveva infatti una funzione prettamente sacra mentre l'accoglienza dei forestieri avveniva in un altro edificio posto a nord del santuario, il cosiddetto καταγώγιον katagṑghion (dal verbo κατάγω katàgō, "ospitare").
Il katagogion è un edificio di pianta quadrata, suddiviso in quattro quadrati più piccoli. Ogni quadrato è formato da un cortile sul quale si affacciano delle stanze, diverse per forma e numero in ciascuna sezione. All'interno delle camere erano disposte le κλῖναι klìnai (sing. κλίνη klìnē), sulle quali venivano consumati i pasti, mentre, per dormire, i pellegrini potevano utilizzare le porzioni di spazio lasciate libere. Il katagogion si data al III secolo a.C., ma gli attuali resti risalgono ad un rifacimento del I secolo a.C., ad opera del senatore Antonino.
Ma i pellegrini che ogni anno, in primavera, arrivavano da tutta la Grecia per festeggiare Asclepio erano molto più numerosi di quanti potevano trovare alloggio nel katagogion: questo edificio, infatti, era una sorta di albergo dal carattere elitario, mentre la gran massa dei fedeli dormiva nelle tende disposte fuori dal τέμενος tèmenos, il recinto dello ἱερόν hieròn, il tempio.

#### Il tempio di Asclepio
Il tempio fu costruito nelle vicinanze dell'abaton tra il 380 e il 375 a.C. Era uno dei più piccoli peripteri dorici della Grecia, in marmo e tufo di Corinto, con undici colonne sui lati lunghi, sei sui lati minori e due colonne in antis. Si conservano le fondamenta e, nella cella a navata unica, resta visibile la base sulla quale doveva ergersi la statua di culto. Una fossa lungo la parete meridionale della cella ospitava probabilmente il tesoro di Asclepio. Una lastra in calcare, recante le iscrizioni relative alle spese di costruzione (I.G., IV², 102), riporta il nome di Teodoto quale architetto. La ricca decorazione interna del tempio era opera di Trasimede di Paro che fu forse anche autore della statua di culto crisoelefantina con l'immagine di Asclepio. Quest'ultima, descritta da Pausania (Paus. II.27.2) come una figura seduta, affiancata da un cane e da un serpente, è stata riprodotta sulle monete di Epidauro del IV secolo a.C. e su alcuni rilievi votivi, uno dei più fedeli conservato a Copenaghen (Ny Carlsberg Glyptotek 1425).

### Il teatro
Il teatro è stato realizzato nel 350 a.C. su progetto dell'architetto Policleto il Giovane. Malgrado non manchino testimonianze di edifici dell'epoca, come i teatri di Eretria, Delo, Priene, nessuno eguaglia per perfezione e armonia di proporzioni l'architettura di Epidauro. Per non parlare dell'eccezionale acustica ottenuta soltanto su basi empiriche.
L'orchestra di 20,28 m di diametro è posta tangenzialmente alla scena ed è avvolta per circa due terzi dalle gradinate del pubblico. Uno dei pregi maggiori di questo teatro, dovuto probabilmente a un attento calcolo delle dimensioni della σκηνή (skēnḕ, spazio scenico o scena) e della curvatura della cavea (l'insieme di grandinate), è l'acustica perfetta che consente di far giungere la voce sin nei ripiani più alti, amplificando ogni minima emissione sonora.
Inizialmente fu adibito alla rappresentazione di tragedie.
Nel 1954 fu parzialmente restaurato in quanto si era conservato quasi perfettamente nel corso dei secoli. Il 24 agosto 1960 fu utilizzato per la prima volta per la rappresentazione di un'opera lirica, la Norma di Vincenzo Bellini, con Maria Callas nel ruolo della protagonista. L'anno seguente, il celebre soprano diede anche alcune recite della Medea di Luigi Cherubini.

## Riferimenti letterari
La cittadina viene più volte citata nel libro Il colosso di Marussi di Henry Miller.
(Henry Miller, Il colosso di Marussi, 1941.)